# Route nationale 528
Pour les articles homonymes, voir Route 528.
La route nationale 528 ou RN 528 était une route nationale française reliant Brignoud (commune de Villard-Bonnot) à Pré de l'Arc (commune de Laval). À la suite de la réforme des routes nationales de 1972, elle a été déclassée en RD 528.
Sa construction fut initiée par le Ministre des Travaux Publics Joseph Paganon (par ailleurs maire radical de Laval) pour traverser la chaîne de Belledonne par le Pas de la Coche et redescendre dans la vallée de l'Eau d'Olle vers le Rivier d'Allemond. La fin du dernier mandat du ministre a marqué la fin des travaux de la route, qui n'avait pas d'intérêt particulier.

## Ancien tracé de Brignoud à Pré-de-l'Arc (D 528)
- Brignoud, commune de Villard-Bonnot (km 0)
- Laval (km 5)
- Prabert, commune de Laval (km 9)
- Pré de l'Arc, commune de Laval (km 16)